# 몰즈워스 공군기지

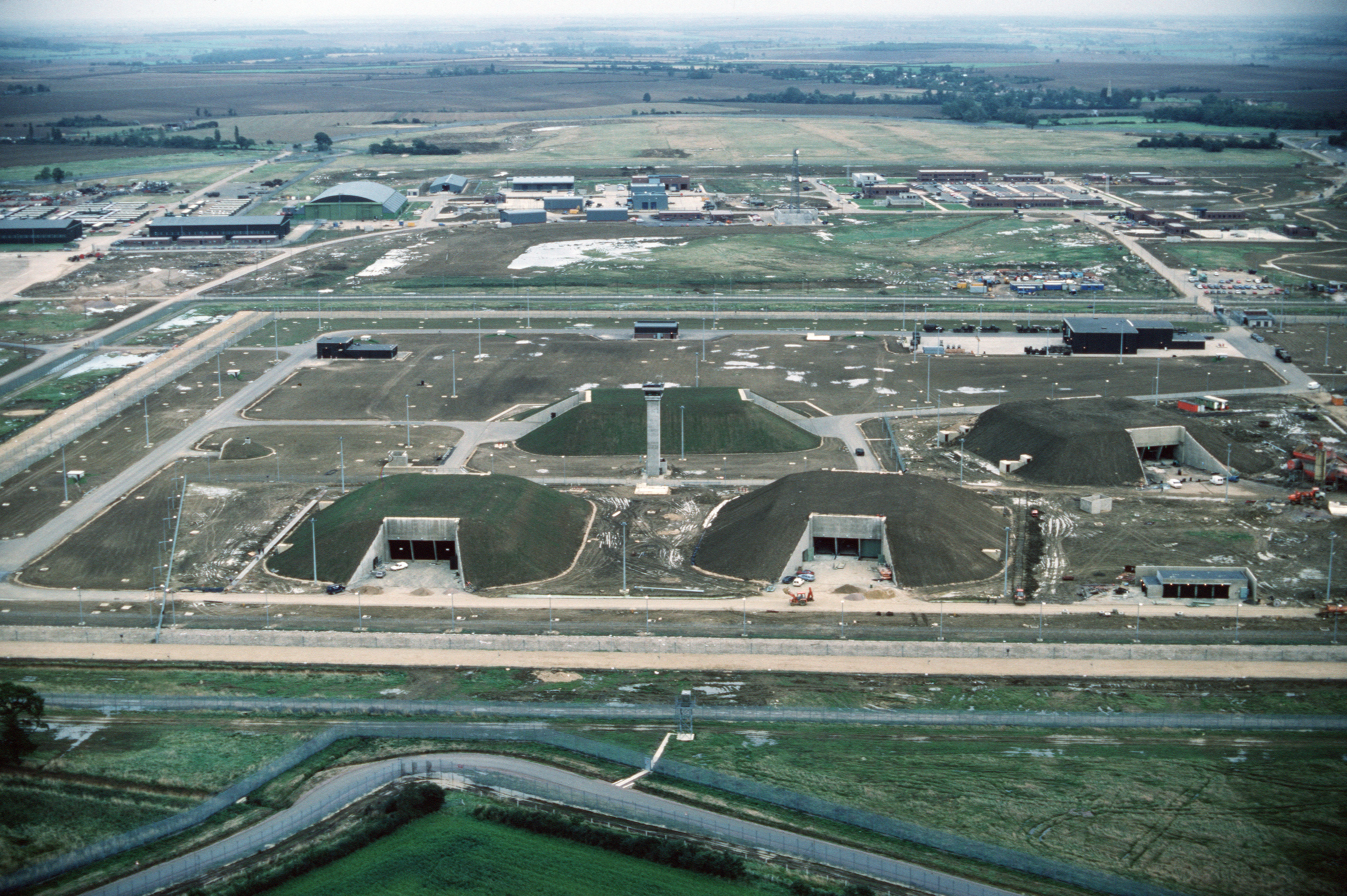
모스크바에서 2470 km 떨어진 영국 몰즈워스 공군기지의 그리폰 미사일 기지. 1986년 배치되자마자 1987년 INF 조약으로 폐기되었다.

몰즈워스 공군기지(RAF Molesworth)는 영국 케임브리지셔주 몰스워스시 인근에 위치한 영국 왕립공군의 기지이다.

## 역사
1951년부터 미국 공군이 사용하고 있다. 수도 런던에서 북쪽으로 100 km 지점에 위치해 있다.

## 비핵화 시위

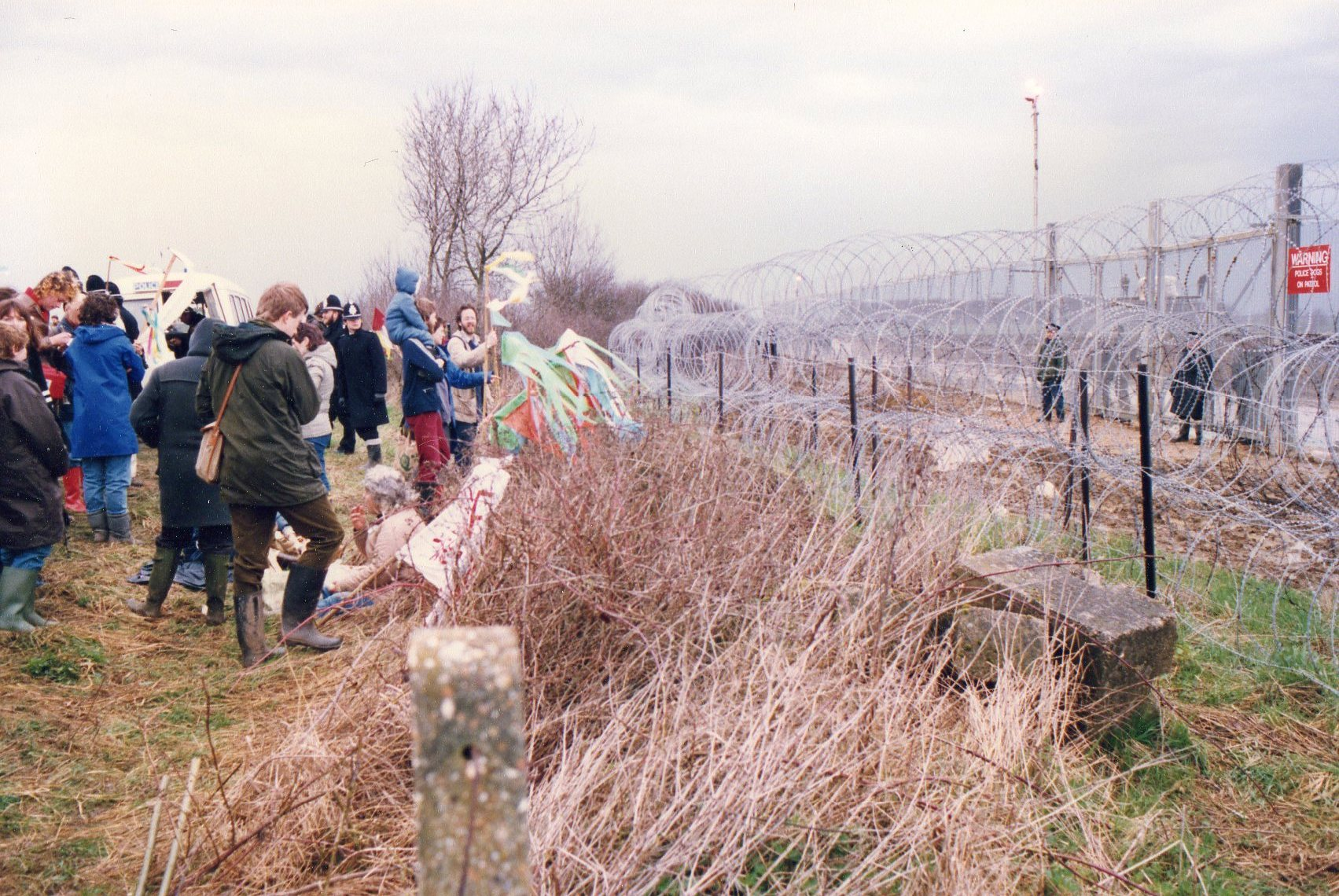
철조망 밖의 반핵 시위대

1980년 몰즈워스에 그리폰 미사일 64발을 배치한다고 결정하자, 영국 시민단체들이 몰려와 자주 비핵화 시위를 했다.